# Asfalt (delfstof)

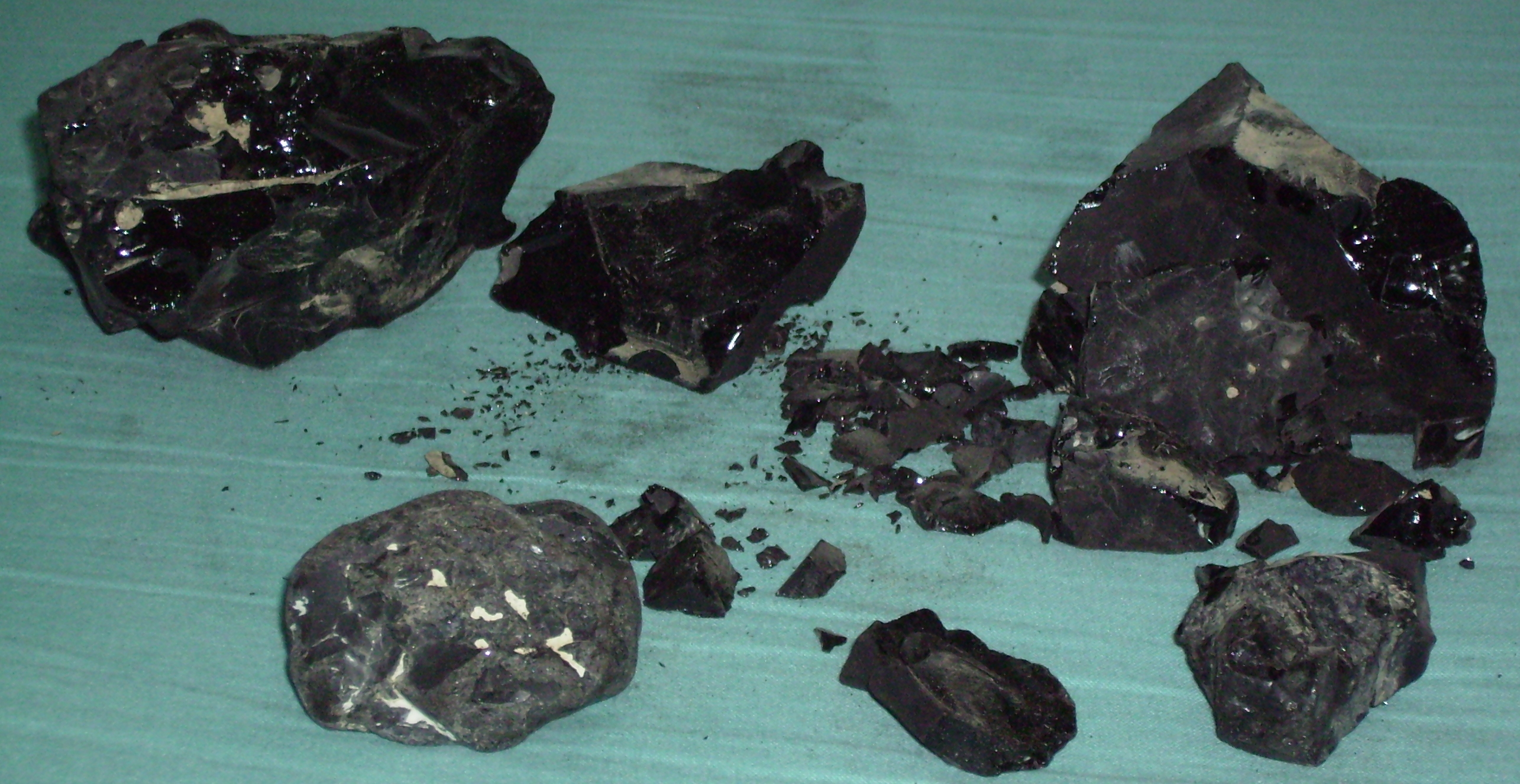
Asfalt

Asfalt als delfstof komt in de natuur voor in de vorm van asfaltkalksteen en aardpek.

## Asfaltkalksteen
Asfaltkalksteen werd gewonnen in Val-de-Travers, Lobsann, te Limmer en Vorwohle bij Hannover, te Seyssel, te Valentine in Italië, en aldaar ook op Sicilië, te Dubrovnik en te Maritza in Roemenië.
De voorkomens in Zwitserland en Frankrijk werden in het begin van de 18e eeuw ontdekt door de Griekse arts Eirinis. De voorraden te Seyssel werden in het begin van de 19e eeuw ontdekt en vanaf 1832 in exploitatie gebracht.
De gesteenten bevatten ongeveer 10% bitumen en meer dan 80% calciumcarbonaat. Het gesteente werd gestampt tot poeder en als stamp-asphalt verkocht.

## Aardpek
Aardpek is voornamelijk afkomstig uit Trinidad, waar zich ook een asfaltmeer bevindt dat vanuit de bodem asfalt krijgt toegevoerd en ook naar zee overloopt, waardoor asfaltbanken ontstaan.

## Verwerking
Door droge distillatie van bitumenrijke gesteenten kan bitumen worden gewonnen die als bergteer of asphalt-olie te boek stond. Dit kan gebeuren door droge destillatie of door koken met water. Door het ontstane bitumen samen te smelten met Trinidad-asfalt werd goudron of bitumen verkregen dat gebruikt werd in mastiek.
In diverse vormen werd het mastiek gebruikt voor wegverharding, waartoe het in zogenaamde mastiekbroden werd geleverd, die elk 17-28 kg zwaar waren.
Tegenwoordig worden de bitumen uit aardolie vervaardigd, waar zij de zware fractie vormen. Voorheen werd dit aardolie-asphalt of kunst-asphalt genoemd. Tegenwoordig verstaat men onder asfalt een geheel van (uit aardolie afkomstige) bitumen en granulaat, zie aldaar.

## Externe bron
- J.A. van der Kloes, Onze Bouwmaterialen, deel III: Mortels en beton. 3e druk, 1924. Amsterdam: L.J. Veen.